# Mountainbike-Weltmeisterschaften 2011
Die 24. Mountainbike-Weltmeisterschaften fanden vom 29. August bis 4. September 2011 in Champéry in der Schweiz statt. Es standen Entscheidungen in den Disziplinen Cross Country, Downhill, Four Cross und Trial auf dem Programm.

## Cross Country

### Männer
| Platz | Land | Sportler             | Zeit       |
| ----- | ---- | -------------------- | ---------- |
| 1     | CZE  | Jaroslav Kulhavý     | 1:44:30 h  |
| 2     | SUI  | Nino Schurter        | + 0:47 min |
| 3     | FRA  | Julien Absalon       | + 1:26 min |
| 4     | ESP  | José Antonio Hermida | + 2:09 min |
| 5     | SUI  | Lukas Flückiger      | + 4:29 min |
| 6     | SUI  | Florian Vogel        | + 4:56 min |
| 7     | USA  | Todd Wells           | + 4:57 min |
| 8     | SUI  | Christoph Sauser     | + 5:16 min |

Datum: 3. September 2011, 16:30 Uhr

Länge: 36,6 km

### Frauen
| Platz | Land | Sportlerin             | Zeit       |
| ----- | ---- | ---------------------- | ---------- |
| 1     | CAN  | Catharine Pendrel      | 1:46:14 h  |
| 2     | POL  | Maja Włoszczowska      | + 0:28 min |
| 3     | ITA  | Eva Lechner            | + 1:36 min |
| 4     | RUS  | Irina Kalentieva       | + 2:05 min |
| 5     | SUI  | Nathalie Schneitter    | + 3:27 min |
| 6     | NOR  | Gunn-Rita Dahle Flesjå | + 3:50 min |
| 7     | NZL  | Rosara Joseph          | + 4:24 min |
| 8     | CAN  | Emily Batty            | + 4:35 min |

Datum: 3. September 2011, 13:30 Uhr

Länge: 31,8 km

### Männer U23
| Platz | Land | Sportler              | Zeit       |
| ----- | ---- | --------------------- | ---------- |
| 1     | SUI  | Thomas Litscher       | 1:32:30 h  |
| 2     | POL  | Marek Konwa           | + 1:42 min |
| 3     | NED  | Henk Jaap Moorlag     | + 2:13 min |
| 4     | SUI  | Matthias Stirnemann   | + 3:33 min |
| 5     | SUI  | Reto Indergand        | + 4:17 min |
| 6     | ITA  | Gerhard Kerschbaumer  | + 5:00 min |
| 7     | GER  | Markus Schulte-Lünzum | + 5:13 min |
| 8     | ITA  | Diego Rosa            | + 5:27 min |

Datum: 2. September 2011, 17:00 Uhr

Länge: 31,8 km

### Frauen U23
| Platz | Land | Sportlerin             | Zeit       |
| ----- | ---- | ---------------------- | ---------- |
| 1     | FRA  | Julie Bresset          | 1:32:29 h  |
| 2     | GBR  | Annie Last             | + 1:30 min |
| 3     | FRA  | Pauline Ferrand-Prévot | + 5:47 min |
| 4     | GER  | Helen Grobert          | + 6:53 min |
| 5     | NED  | Anne Terpstra          | + 7:20 min |
| 6     | UKR  | Jana Belomoina         | + 8:04 min |
| 7     | SUI  | Vivienne Meyer         | + 9:32 min |
| 8     | AUT  | Lisa Mitterbauer       | + 9:58 min |

Datum: 1. September 2011, 17:00 Uhr

Länge: 27,0 km

### Junioren
| Platz | Land | Sportler          | Zeit       |
| ----- | ---- | ----------------- | ---------- |
| 1     | FRA  | Victor Koretzky   | 1:07:18 h  |
| 2     | NZL  | Anton Cooper      | + 1:18 min |
| 3     | CRC  | Andrey Fonseca    | + 1:19 min |
| 4     | GBR  | Grant Ferguson    | + 1:48 min |
| 5     | SUI  | Dominic Zumstein  | + 2:18 min |
| 6     | BEL  | Kevin Panhuyzen   | + 2:44 min |
| 7     | ITA  | Lorenzo Samparisi | + 3:02 min |
| 8     | USA  | Howard Grotts     | + 3:15 min |

Datum: 1. September 2011, 15:00 Uhr

Länge: 22,2 km

### Juniorinnen
| Platz | Land | Sportlerin       | Zeit       |
| ----- | ---- | ---------------- | ---------- |
| 1     | SUI  | Linda Indergand  | 57:30 min  |
| 2     | GER  | Lena Putz        | + 2:19 min |
| 3     | ITA  | Julia Innerhofer | + 2:44 min |
| 4     | SUI  | Jolanda Neff     | + 3:17 min |
| 5     | GER  | Johanna Techt    | + 3:49 min |
| 6     | FRA  | Perrine Clauzel  | + 5:10 min |
| 7     | SUI  | Andrea Waldis    | + 6:24 min |
| 8     | POL  | Monika Zur       | + 7:00 min |

Datum: 31. August 2011, 15:00 Uhr

Länge: 17,4 km
34 Fahrerinnen erreichten das Ziel; zwei gaben auf.

### Staffel
| Platz | Land | Sportler                                                                 | Zeit       |
| ----- | ---- | ------------------------------------------------------------------------ | ---------- |
| 1     | FRA  | Fabien Canal Victor Koretzky Julie Bresset Maxime Marotte                | 54:04 min  |
| 2     | SUI  | Thomas Litscher Lars Forster Nathalie Schneitter Nino Schurter           | + 0:41 min |
| 3     | ITA  | Gerhard Kerschbaumer Lorenzo Samparisi Eva Lechner Marco Aurelio Fontana | + 0:54 min |
| 4     | CZE  | Jaroslav Kulhavý Radim Kovář Kateřina Nash Ondřej Cink                   | + 1:10 min |
| 5     | GER  | Manuel Fumic Christian Pfäffle Sabine Spitz Marcel Fleschhut             | + 1:23 min |
| 6     | NED  | Rudi van Houts Henk Jaap Moorlag Thijs Zuurbier Anne Terpstra            | + 1:43 min |
| 7     | CAN  | Max Plaxton Evan McNeely Catharine Pendrel Alexandre Vialle              | + 1:57 min |
| 8     | SWE  | Emil Lindgren Alexandra Engen Emil Linde Olof Jonsson                    | + 2:55 min |

Datum: 31. August 2011, 17:00 Uhr

Länge: 18,7 km
Insgesamt nahmen 22 Teams teil; alle erreichten das Ziel.

## Downhill

### Männer
| Platz | Land | Sportler           | Zeit         |
| ----- | ---- | ------------------ | ------------ |
| 1     | GBR  | Danny Hart         | 3:41.989 min |
| 2     | FRA  | Damien Spagnolo    | + 11.699 s   |
| 3     | NZL  | Samuel Blenkinsop  | + 12.993 s   |
| 4     | GBR  | Brendan Fairclough | + 13.135 s   |
| 5     | FRA  | Mickael Pascal     | + 14.642 s   |
| 6     | GBR  | Mark Beaumont      | + 15.445 s   |
| 7     | AUS  | Samuel Hill        | + 15.901 s   |
| 8     | RSA  | Greg Minnaar       | + 15.990 s   |

Datum: 4. September 2011, 15:00 Uhr

### Frauen
| Platz | Land | Sportler            | Zeit         |
| ----- | ---- | ------------------- | ------------ |
| 1     | FRA  | Emmeline Ragot      | 4:54.012 min |
| 2     | GBR  | Rachel Atherton     | + 15.291 s   |
| 3     | CAN  | Claire Buchar       | + 27.953 s   |
| 4     | FRA  | Myriam Nicole       | + 28.294 s   |
| 5     | FRA  | Sabrina Jonnier     | + 30.317 s   |
| 6     | JPN  | Mio Suemasa         | + 37.723 s   |
| 7     | AUT  | Petra Bernhard      | + 38.370 s   |
| 8     | SUI  | Emilie Siegenthaler | + 43.941 s   |

Datum: 4. September 2011, 14:00 Uhr

### Junioren
| Platz | Land | Sportler          | Zeit         |
| ----- | ---- | ----------------- | ------------ |
| 1     | AUS  | Troy Brosnan      | 3:51.503 min |
| 2     | AUT  | David Trummer     | + 12.188 s   |
| 3     | FRA  | Guillaume Cauvin  | + 19.294 s   |
| 4     | GBR  | Lewis Buchanan    | + 20.796 s   |
| 5     | FRA  | Loïc Bruni        | + 22.235 s   |
| 6     | COL  | Rafael Gutiérrez  | + 22.635 s   |
| 7     | CAN  | Luke Stevens      | + 23.781 s   |
| 8     | NZL  | Reuben Olorenshaw | + 27.233 s   |

Datum: 4. September 2011, 11:30 Uhr

### Juniorinnen
| Platz | Land | Sportler            | Zeit           |
| ----- | ---- | ------------------- | -------------- |
| 1     | GBR  | Manon Carpenter     | 5:11.545 min   |
| 2     | FRA  | Agnes Delest        | + 14.457 s     |
| 3     | CAN  | Lauren Rosser       | + 17.248 s     |
| 4     | FRA  | Sandra Reynier      | + 21.943 s     |
| 5     | NZL  | Sarah Atkin         | + 57.367 s     |
| 6     | NZL  | Veronique Sandler   | + 1:39.175 min |
| 7     | FRA  | Lea Fourton         | + 1:52.368 min |
| 8     | NZL  | Sophiemarie Bethell | + 1:59.842 min |

Datum: 4. September 2011, 11:30 Uhr

## Four Cross

### Männer
| Platz | Land | Sportler           |
| ----- | ---- | ------------------ |
| 1     | CZE  | Michal Prokop      |
| 2     | SUI  | Roger Rinderknecht |
| 3     | NED  | Joost Wichman      |
| 4     | AUS  | Jared Graves       |
| 5     | GER  | Johannes Fischbach |
| 6     | FRA  | Quentin Derbier    |
| 7     | GER  | Guido Tschugg      |
| 8     | CZE  | Lukáš Měchura      |

Datum: 1./2. September 2011

### Frauen
| Platz | Land | Sportlerin      |
| ----- | ---- | --------------- |
| 1     | NED  | Anneke Beerten  |
| 2     | GBR  | Fionn Griffiths |
| 3     | FRA  | Céline Gros     |
| 4     | USA  | Melissa Buhl    |
| 5     | CZE  | Jana Horáková   |
| 6     | USA  | Neven Steinmetz |
| 7     | CZE  | Tereza Votavová |
| 8     | GER  | Steffi Marth    |

Datum: 1./2. September 2011

## Trials

### Männer 26"
| Platz | Land | Sportler            | Punkte |
| ----- | ---- | ------------------- | ------ |
| 1     | FRA  | Gilles Coustellier  | 22     |
| 2     | BEL  | Kenny Belaey        | 30     |
| 3     | FRA  | Vincent Hermance    | 30     |
| 4     | CAN  | John Webster        | 53     |
| 5     | GBR  | Benjamin Savage     | 56     |
| 6     | FRA  | Aurelien Fontenoy   | 57     |
| 7     | GER  | Hannes Hermann      | 58     |
| 8     | FRA  | Giacomo Coustellier | dnf    |

Datum: 4. September 2011, 13:50 Uhr
Insgesamt nahmen 34 Fahrer teil. Der Deutsche Matthias Mrohs ging nicht an den Start.

### Männer 20"
| Platz | Land | Sportler           | Punkte |
| ----- | ---- | ------------------ | ------ |
| 1     | ESP  | Benito Ros         | 16     |
| 2     | ESP  | Abel Mustieles     | 19     |
| 3     | FRA  | Gilles Coustellier | 38     |
| 4     | FRA  | Theau Courtes      | 48     |
| 5     | NED  | Rick Koekoek       | 49     |
| 6     | GER  | Matthias Mrhos     | 54     |
| 7     | ESP  | Carles Diaz Codina | 59     |
| 8     | ESP  | Dani Comas         | dnf    |

Datum: 1./3. September 2011

### Frauen
| Platz | Land | Sportlerin           | Punkte |
| ----- | ---- | -------------------- | ------ |
| 1     | SUI  | Karin Moor           | 9      |
| 2     | ESP  | Gemma Abant Condal   | 35     |
| 3     | ESP  | Meireia Abant Condal | 41     |
| 4     | SVK  | Tatiana Janickova    | 47     |
| 5     | AUS  | Janine Jungfels      | 69     |
| 6     | GER  | Romina Fix           | 76     |
| 7     | POL  | Stefanian Staszel    | 77     |
| 8     | SVK  | Kristina Sykorova    | 89     |

Datum: 2. September 2011, 9:15 Uhr
Insgesamt nahmen 8 Fahrerinnen teil. Die Deutsche Andrea Wesp ging nicht an den Start.

### Junioren 26"
| Platz | Land | Sportler           | Punkte     |
| ----- | ---- | ------------------ | ---------- |
| 1     | FRA  | Marius Merger      | 36         |
| 2     | FRA  | Yann Dunant        | 43         |
| 3     | GER  | Robin Fix          | 44         |
| 4     | SUI  | David Bonzon       | 52.5       |
| 5     | GER  | Rico Baak          | 53.5 (1x0) |
| 6     | FRA  | Clement Meot       | 53.5 (0x0) |
| 7     | ESP  | Pol Tarres Martrat | 60         |
| 8     | GER  | David Hoffmann     | 65.5       |

Datum: 4. September 2011, 12:10 Uhr
Insgesamt nahmen 19 Fahrer teil.

### Junioren 20"
| Platz | Land | Sportler           | Punkte |
| ----- | ---- | ------------------ | ------ |
| 1     | GER  | Raphael Pils       | 23     |
| 2     | FRA  | Marius Merger      | 24     |
| 3     | GER  | David Hoffmann     | 32     |
| 4     | ITA  | Alessandro Bertola | 33     |
| 5     | FRA  | Jordy Vedere       | 46     |
| 6     | GER  | Lucas Krell        | 50     |
| 7     | SWE  | Joacim Nymann      | 53     |
| 8     | SUI  | Lucien Leiser      | 56     |

Datum: 1./3. September 2011
Insgesamt nahmen 22 Fahrer teil.

## Medaillenspiegel
| Platz | Land                   | Gold | Silber | Bronze | Gesamt |
| ----- | ---------------------- | ---- | ------ | ------ | ------ |
| 1     | Frankreich             | 6    | 4      | 6      | 16     |
| 2     | Schweiz                | 3    | 3      | -      | 6      |
| 3     | Vereinigtes Königreich | 2    | 3      | -      | 5      |
| 4     | Tschechien             | 2    | -      | -      | 2      |
| 5     | Spanien                | 1    | 2      | 1      | 4      |
| 6     | Deutschland            | 1    | 1      | 2      | 4      |
| 7     | Kanada                 | 1    | -      | 2      | 3      |
|       | Niederlande            | 1    | -      | 2      | 3      |
| 9     | Australien             | 1    | -      | -      | 1      |
| 10    | Polen                  | -    | 2      | -      | 2      |
| 11    | Neuseeland             | -    | 1      | 1      | 2      |
| 12    | Belgien                | -    | 1      | -      | 1      |
|       | Österreich             | -    | 1      | -      | 1      |
| 14    | Italien                | -    | -      | 3      | 3      |
| 15    | Costa Rica             | -    | -      | 1      | 1      |